# پروانه‌ماهی چهارچشمی
پروانه‌ماهی چهارچشمی (نام علمی: Chaetodon capistratus) نام یک گونه از سرده پروانه‌ماهی است.

## نگارخانه

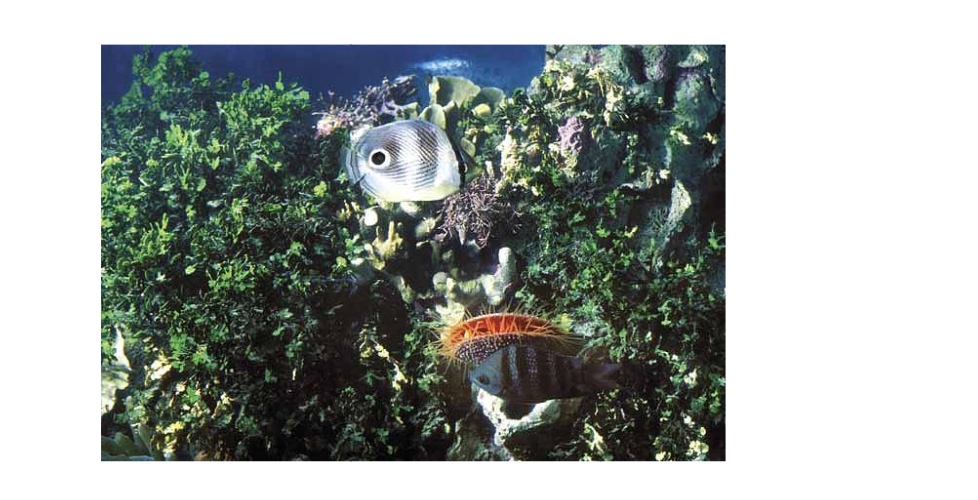
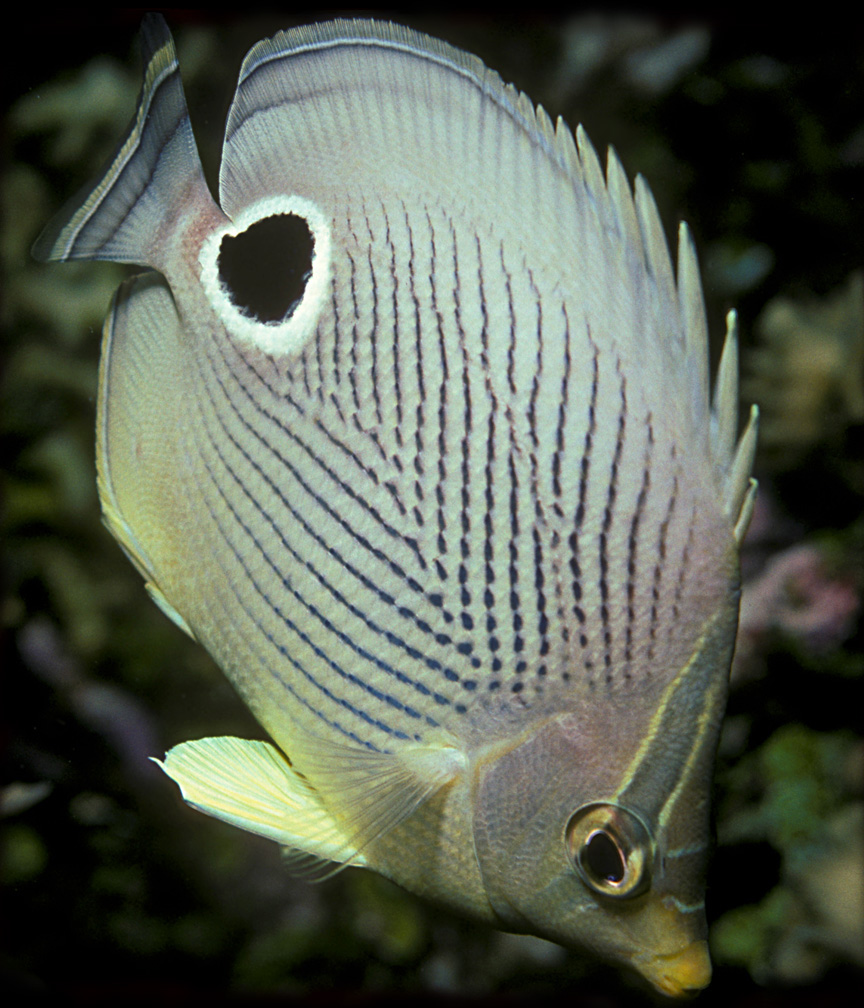
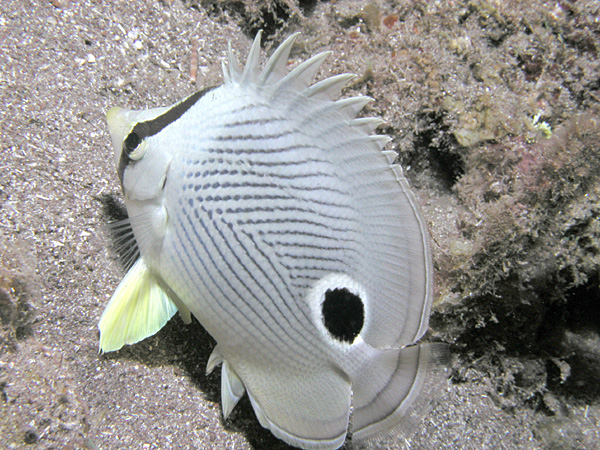